# Glenea perakensis
Glenea perakensis är en skalbaggsart som beskrevs av Stefan von Breuning 1956. Glenea perakensis ingår i släktet Glenea och familjen långhorningar. Inga underarter finns listade i Catalogue of Life.